# SN 2010bb
SN 2010bb – supernowa typu Ia odkryta 16 stycznia 2010 roku w galaktyce A104438+5748. W momencie odkrycia miała maksymalną jasność 20,40m.